# 2837 Griboedov
2837 Griboedov (1971 TJ2) là một tiểu hành tinh vành đai chính được phát hiện ngày 13 tháng 10 năm 1971 bởi Chernykh, L. ở Nauchnyj.